# Рифредо (Потенца)
Рифредо (итал. Rifreddo) је насеље у Италији у округу Потенца, региону Базиликата.
Према процени из 2011. у насељу је живело 5 становника. Насеље се налази на надморској висини од 1145 м.